# Finland ved sommer-OL 2012
Finland deltog ved Sommer-OL 2012 i London som blev afholdt i perioden 27. juli til 12. august 2012. Der deltog 56 atleter i 14 forskellige sportsgrene. 

## Medaljer
| 2012 London | Guld | Sølv | Bronze | Total |
| Finland     | 0    | 1    | 2      | 3     |

### Medaljevinderne
| Finland ved sommer-OL 2012 London | Finland ved sommer-OL 2012 London          | Finland ved sommer-OL 2012 London | Finland ved sommer-OL 2012 London | Finland ved sommer-OL 2012 London |
| Medaljer                          | Udøver                                     | Sport                             | Øvelse                            | Resultat                          |
| --------------------------------- | ------------------------------------------ | --------------------------------- | --------------------------------- | --------------------------------- |
| Sølv                              | Tuuli Petäjä                               | Sejlsport                         | RS:X kvinder                      |                                   |
| Bronze                            | Antti Ruuskanen                            | Atletik                           | Spydkast, mænd                    | 84,12 meter                       |
| Bronze                            | Silja Lehtinen Silja Kanerva Mikaela Wulff | Sejlsport                         | Elliot 6m kvinder                 |                                   |